# Мирное (Сакский район)
Ми́рное (до 1948 года Кенеге́з, ранее Каялы́-Кенеге́з; укр. Мирне, крымскотат. Qayalı Kenegez, Къаялы Кенегез) — исчезнувшее село в Сакском районе Республики Крым (согласно административно-территориальному делению Украины — Автономной Республики Крым), располагавшееся на северо-западе района, в степной части Крыма, у берега озера Донузлав, примерно в 2 километрах юго-западнее пгт Новоозёрное.

## История
Первое документальное упоминание села встречается в Камеральном Описании Крыма… 1784 года, судя по которому, в последний период Крымского ханства Каялы Кенекес входил в Байнакский кадылык Козловского каймаканства.
ППосле присоединения Крыма к России (8) 19 апреля 1783 года, (8) 19 февраля 1784 года, именным указом Екатерины II сенату, на территории бывшего Крымского Ханства была образована Таврическая область и деревня была приписана к Евпаторийскому уезду. После Павловских реформ, с 1796 по 1802 год, входила в Акмечетский уезд Новороссийской губернии. По новому административному делению, после создания 8 (20) октября 1802 года Таврической губернии, Кенегез был включён в состав Кудайгульской волости Евпаторийского уезда.
По Ведомости о волостях и селениях, в Евпаторийском уезде с показанием числа дворов и душ… от 19 апреля 1806 года в деревне Каяли-Кенегез числилось 7 дворов, 38 крымский татар. На военно-топографической карте генерал-майора Мухина 1817 года деревня Кучук-кенегес обозначена с 4 дворами. После реформы волостного деления 1829 года Каяли-Кенегез, согласно «Ведомости о казённых волостях Таврической губернии 1829 года», остался в составе преобразованной Кудайгульской волости. На карте 1836 года в деревне 1 двор, а на карте 1842 года Бейнак-Кенегез или Каялы-Кенегез обозначен как малая (менее 5 дворов) деревня. Затем, согласно «Памятной книжке Таврической губернии за 1867 год», деревня была покинута жителями в 1860—1864 годах, в результате эмиграции крымских татар, особенно массовой после Крымской войны 1853—1856 годов, в Турцию и оставалась в развалинах.
В 1860-х годах, после земской реформы Александра II, деревню приписали к Чотайской волости, но в «Списке населённых мест Таврической губернии по сведениям 1864 года» Кучук (Каялы)-Кенегез не значится, как и на трехверстовой карте Шуберта 1865—1876 года, а по обследованиям профессора А. Н. Козловского 1867 года, глубина колодцев в деревне Каялы-Кенегес составляла 2—5 саженей (4—10 м), вода в которых была «солёная, или горькая, или солоновато-горькая». В «Памятной книге Таврической губернии 1889 года», по результатам Х ревизии 1887 года, в деревне Каялы-Кенегез числилось 10 дворов и 51 житель.
Земская реформа 1890-х годов в Евпаторийском уезде прошла после 1892 года, в результате деревню отнесли к Донузлавской волости. По «…Памятной книжке Таврической губернии на 1900 год» в деревне Кенегез-Каялы было 8 жителей в 1 домохозяйстве. По Статистическому справочнику Таврической губернии. Ч.II-я. Статистический очерк, выпуск пятый Евпаторийский уезд, 1915 год, в селе Каялы-Кенегез Донузлавской волости Евпаторийского уезда числилось 17 дворов с русскими жителями (все дворы с землёй) в количестве 131 человек приписного населения и 32 — «постороннего», из которых 100 мужчин и 63 женщины. Жители владели 1303 десятинами удобной земли. В хозяйствах имелось 63 лошади, 40 волов, 27 коров и 325 голов мелкого скота.
После установления в Крыму Советской власти, по постановлению Крымревкома от 8 января 1921 года № 206 «Об изменении административных границ» была упразднена волостная система и село вошло в состав Евпаторийского района Евпаторийского уезда, а в 1922 году уезды получили название округов. 11 октября 1923 года, согласно постановлению ВЦИК, в административное деление Крымской АССР были внесены изменения, в результате которых округа были отменены и произошло укрупнение районов — территорию округа включили в Евпаторийский район. Согласно Списку населённых пунктов Крымской АССР по Всесоюзной переписи 17 декабря 1926 года, в селе Кенегез, Болек-Аджинского сельсовета Евпаторийского района, числился 21 двор, все крестьянские, население составляло 100 человек, из них 60 русских, 32 украинца, 7 чехов и 1 грек.
В 1944 году, после освобождения Крыма от фашистов, согласно Постановлению ГКО № 5859 от 11 мая 1944 года, 18 мая крымские татары были депортированы в Среднюю Азию. 12 августа 1944 года было принято постановление № ГОКО-6372с «О переселении колхозников в районы Крыма» и в сентябре 1944 года в район приехали первые новосёлы (150 семей) из Киевской и Каменец-Подольской областей, а в начале 1950-х годов последовала вторая волна переселенцев из различных областей Украины. С 25 июня 1946 года Кенегез в составе Крымской области РСФСР. Указом Президиума Верховного Совета РСФСР от 18 мая 1948 года, Кенегез переименовали в Мирное. 26 апреля 1954 года Крымская область была передана из состава РСФСР в состав УССР. Время включения в состав Молочненского сельсовета пока не установлено: на 15 июня 1960 года село уже числилось в его составе. 1 января 1965 года, указом Президиума ВС УССР «О внесении изменений в административное районирование УССР — по Крымской области», Евпаторийский район был упразднён и село включили в состав Сакского. Ликвидировано в период с 1960 года, когда ещё числился в составе совета, по 1968 год (согласно справочнику «Крымская область. Административно-территориальное деление на 1 января 1968 года» — с 1954 по 1968 годы).